# Rudolf Krčil
Rudolf Krčil (né le 5 mars 1906 et mort le 3 avril 1981) était un joueur et un entraîneur de football tchécoslovaque, qui évoluait milieu de terrain.

## Biographie
Il joue durant sa carrière de club tout d'abord au FK Teplice, puis dans la grande équipe de la capitale tchécoslovaque, le Slavia Prague, un des clubs les plus populaires du pays.
Il joue en tout 20 fois avec la Tchécoslovaquie. Il fait son premier match contre la Yougoslavie le 28 juin 1929.
Il est surtout connu pour avoir participé à la coupe du monde 1934 en Italie où son pays parvient jusqu'en finale contre les Italiens, et où il joue quant à lui les quatre matchs de son équipe.
Il entraîne ensuite après sa retraite plusieurs clubs tchécoslovaques comme son ancien club du FK Teplice, ou encore le club du Rudá hvězda Brno.